# Paul Berger
Paul Berger (žijící na přelomu století) byl francouzský portrétní fotograf aktivní od počátku 20. století do dvacátých let 20. století. Knihovna Bibliothèque nationale de France uvolnila ve Francii snímky tohoto umělce jako public domain.

## Galerie

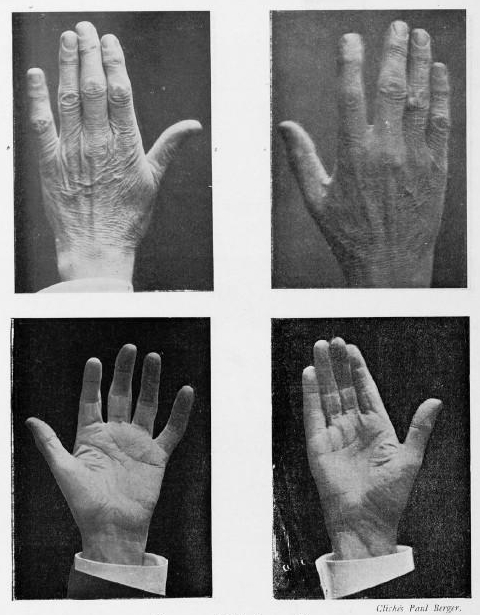
Ruce Théodora Dubois
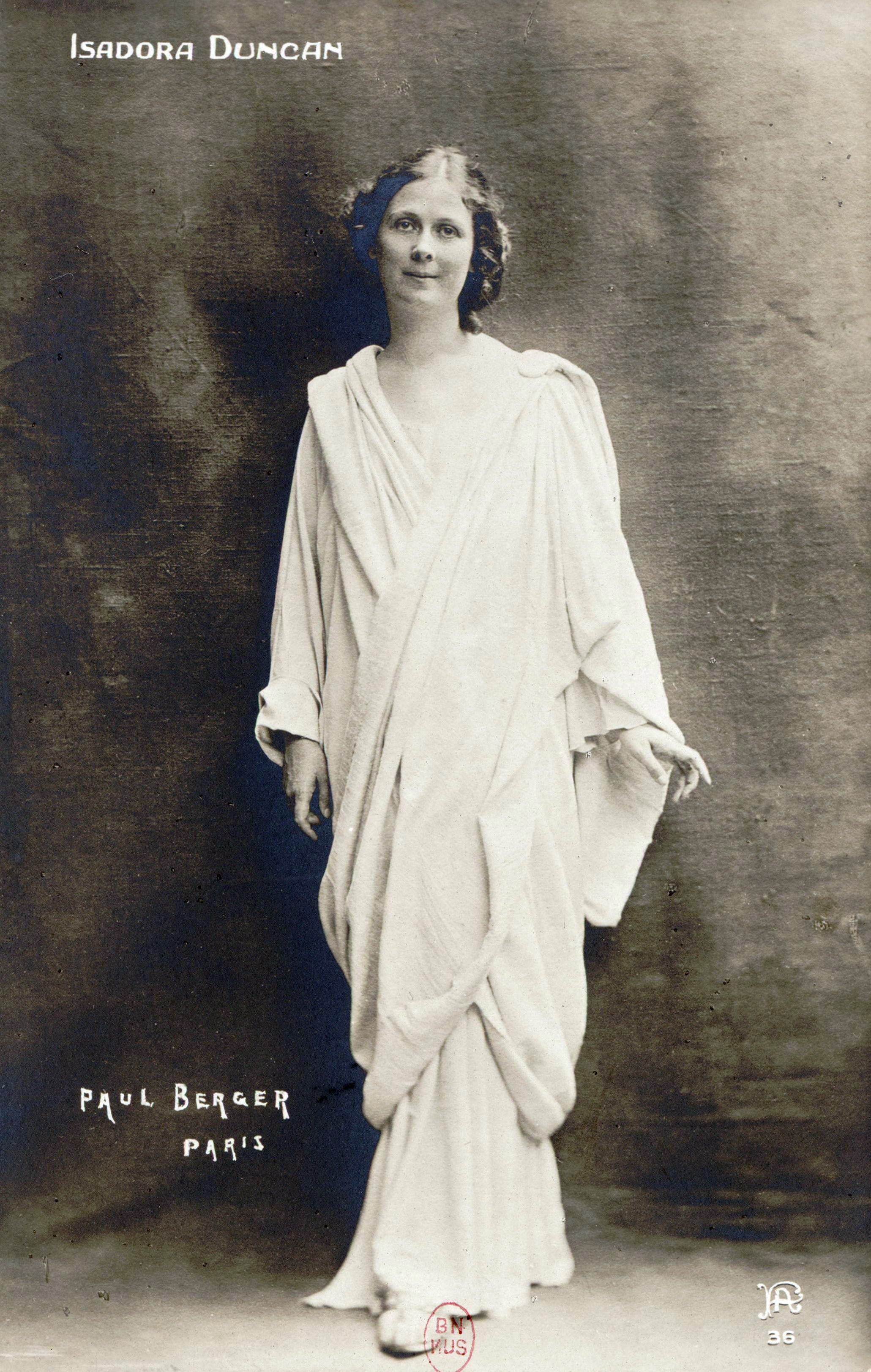
Isadora Duncanová, tanečnice
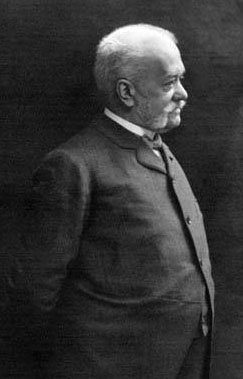
Albert Vizentini
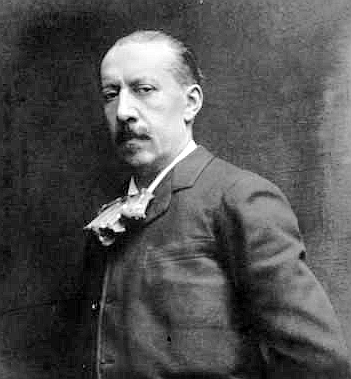
Charles-Marie Widor
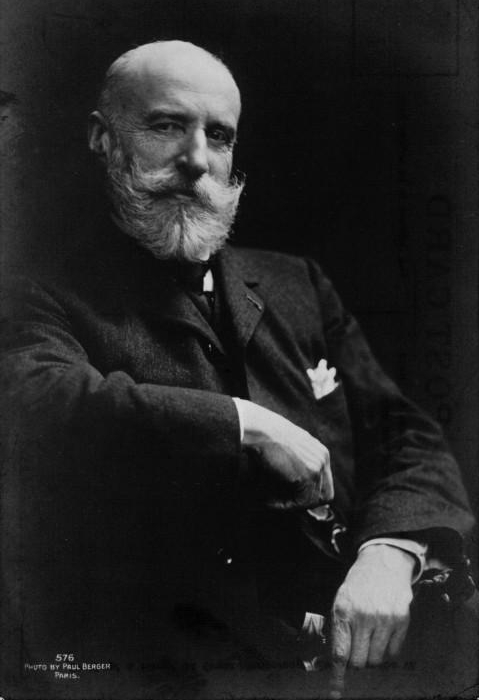
Francis Planté